# Fragilariowate
Fragilariowate (Fragilariaceae Grev. 1833) – rodzina okrzemek z grupy Pennales. Skorupki nie mają szczeliny, a na osi okrywy znajduje się gładkie pole podłużne (pseudorafa). Ornamentowane poprzecznymi prążkami, rzadziej również żeberkami. Wstawki i przegródki występują tylko u niektórych przedstawicieli. Komórki symetryczne w dwóch lub trzech osiach.

## Systematyka
W tradycyjnych systemach okrzemki dzielone były przede wszystkim na podstawie ornamentacji pokryw, co było klasyfikacją sztuczną. W systemach tych rodzina fragilariowatych miała następującą pozycję:
- Królestwo – rośliny
  - Gromada Chrysophyta – złocienice, złotowiciowce
    - Klasa Bacillariophyceae – okrzemki 
      - Podklasa Pennatae
        - Rząd Araphidales – bezszczelinowce
          - Rodzina Fragilariaceae – fragilariowate

Współczesne systemy taksonomiczne zaliczają okrzemki do protistów z supergrupy Chromalveolata (bądź z królestwa Protista, bądź Chromista). Pozycja rodziny fragilariowatych w katalogu AlgaeBase:
- Królestwo Chromista
  - Podkrólestwo Heterokonta
    - Gromada (typ) Bacillariophyta
      - Klasa Fragilariophyceae
        - Podklasa Fragilariophycidae
          - Rząd Fragilariales
            - Rodzina Fragilariaceae

Niektórzy przedstawiciele w polskiej florze
- Asterionella
- Diatoma
- Fragilaria
- Licmophora[3]
- Meridion
- Synedra
- Tabellaria[3]